# Kayle Browning
Pour les articles homonymes, voir Browning.
Kayle Browning est une tireuse sportive américaine née le 9 juillet 1992 à Conway, dans l'Arkansas. Elle a remporté la médaille d'argent du trap aux Jeux olympiques d'été de 2020 à Tokyo.